# American Institute of Aeronautics and Astronautics
Das American Institute of Aeronautics and Astronautics (kurz AIAA) ist der US-amerikanische Berufsverband für Luft- und Raumfahrttechnik. Das AIAA hat weltweit circa 30.000 Mitglieder, die Mehrzahl der Mitglieder sind amerikanische Staatsbürger.

## Geschichte
Der Verband wurde im Jahre 1963 gegründet. Dabei handelt es sich nicht um eine eigentliche Neugründung, sondern vielmehr um einen Zusammenschluss der Vorgängerorganisationen American Rocket Society (ARS), American Interplanetary Society (AIS) und Institute of Aerospace Sciences (IAS), die Anfang der 1930er gegründet wurden.

## Tätigkeit
Der Verband ist Mitglied in der International Astronautical Federation und unterhält Kooperationen mit anderen Verbänden aus dem Bereich der Luft- und Raumfahrt, wie der Deutschen Gesellschaft für Luft- und Raumfahrt. Im Rahmen der AIAA Foundation werden auch Stipendien für Studenten vergeben. Die Arbeit der AIAA ist geografisch in sieben Regionen (north-east, south-east, central, south-central, mid-west, west und international) untergliedert.
Der Verband vergibt seit 1964 den „Wyld Propulsion Award“ (bis 1975 unter dem Namen „James H. Wyld Propulsion Award“) für herausragende Leistungen bei der Entwicklung oder Anwendung von Raketenantriebssystemen.
Der Verband organisiert seit 2010 die International Conference on Environmental Systems (kurz ICES; vor 1990: Intersociety Conference on Environmental Systems), eine jährlich stattfindende Konferenz.

## Veröffentlichungen
Der Verband ist Herausgeber mehrerer Fachzeitschriften mit begutachteten Beiträgen:
- AIAA Journal (1963–)
- Journal of Air Transportation (2016–)
- Journal of Aerospace Information Systems (2004–)
- Journal of Aircraft (1964–)
- Journal of Energy (1977–1983)
- Journal of Guidance, Control, and Dynamics (1978–)
- Journal of Hydronautics (1967–)
- Journal of Propulsion and Power (1985–)
- Journal of Spacecraft and Rockets (1964–)
- Journal of Thermophysics and Heat Transfer (1987–)

## Konferenzen
Vom AIAA werden mehrere Konferenzen zu Themen der Luft- und Raumfahrt in unterschiedlichen Ländern abgehalten. Eine der größten AIAA-Konferenzen ist die jährlich im Januar stattfindende AIAA Aerospace Sciences Meeting and Exhibit.